# Леенхофф, Леон
Лео́н Леенхо́фф (фр. Léon Leenhoff; 29 января 1852, Париж — 1927, Бижу, окрестности Вернона) — был моделью на многих полотнах Эдуара Мане.

## Жизнеописание
Леон Леенхофф был сыном Сюзанны Леенхофф, бывшей в то время учительницей фортепиано и позднее женой Эдуара Мане. Сюзанна Леенхофф уроженка Голландии, указала при рождении Леона в качестве его отца некого Коэла, о котором более ничего не известно. Эдуар Мане был крёстным отцом ребенка. Сюзанна и Леон жили под одной крышей с братьями Сюзанны — скульптором Фердинандом Леенхоффом и художником Рудольфом Леенхоффом — и бабушкой Сюзанны. Эдуар Мане женился на Сюзанне спустя 11 лет, через год после смерти своего отца Огюста Мане. Леон был представлен семье художника и парижскому обществу как младший брат Сюзанны. Многие исследователи полагают, что отцом ребёнка на самом деле был Эдуар Мане.
Леон вырос в семье Мане и поначалу работал в банке отца Эдгара Дега. В 1881 году Леон Леенхофф открыл собственный банк, но столкнулся с финансовыми проблемами и был вынужден вскоре закрыть дело. Когда Эдуард Мане из-за болезни оказался прикованным к постели, Леон ухаживал за своим крестным отцом. После скоропостижной смерти Эдуара Мане Леон помогал в организации большой выставки памяти Эдуара Мане. Леон был свидетелем всего происходящего и помогал биографам Мане в идентификации его полотен и предоставлял важную информацию относительно истории создания картин.
Позднее Леон Леенхофф открыл магазин рыболовецких принадлежностей и жил вместе с матерью до самой её смерти в 1906 году. После этого он взял себе имя Леон Коэла и женился в возрасте 54 лет на женщине по фамилии Фантилльон. Уйдя на покой, он провёл последние годы жизни в Нормандии, где и умер в 1927 году, не оставив наследников.

## Галерея
Леон Леенхофф изображен на семнадцати полотнах Эдуара Мане.
- Завтрак в ателье, 1868, Новая пинакотека, Мюнхен
- Мыльные пузыри, 1867, Музей Гульбенкяна, Лиссабон
- Чтение, 1868, музей Орсе, Париж
- Мальчик со шпагой, 1861, музей Метрополитен, Нью-Йорк